# Englefontaine
Englefontaine település Franciaországban, Nord megyében. Lakosainak száma 1290 fő (2022. január 1.). Englefontaine Louvignies-Quesnoy, Hecq, Locquignol, Poix-du-Nord és Raucourt-au-Bois községekkel határos.

## Népesség
A település népességének változása:
| Lakosok száma | 1298 | 1312 | 1321 | 1304 | 1293 | 1282 | 1271 | 1281 | 1290 |
|               | 2013 | 2015 | 2016 | 2017 | 2018 | 2019 | 2020 | 2021 | 2022 |